# Johannes Friedrich Posselt
Johannes Friedrich Posselt auch Johann Friedrich Posselt (* 7. September 1794 in Nieblum auf Föhr im Herzogtum Schleswig; † 30. März 1823 in Jena) war ein deutsch-dänischer Mathematiker und Astronom.

## Leben

### Familie
Johannes Friedrich Posselt war ein Sohn des Predigers der Kirche St. Johannis in Nieblum und späteren Kirchenpropsts in Oldenburg Christian Frederik Posselt (* 27. Juni 1761 in Kliplev; † 9. November 1819 in Oldenburg) und dessen Ehefrau Marie Margrethe (* 17. Oktober 1771; † 10. Februar 1853 in Neustadt), der Tochter von Andreas Petræus (1738–1803); er hatte noch fünfzehn Geschwister.
In seiner Kindheit wollte er zur See fahren und beschäftigte sich bereits früh mit mathematischen Wissenschaften und Astronomie.
Am 8. April 1820 heiratete er Laura († Mai 1823), die Tochter des Kammerrats Lorentz Moritzen (1753–1801) aus Plön; gemeinsam hatten sie zwei Kinder.
Mehrere Titel aus seinem Nachlass befinden sich heute in der Thüringer Universitäts- und Landesbibliothek –  Zweigbibliothek Universitäts-Sternwarte.

### Werdegang
Im Alter von sechzehn Jahren kam er 1810 zu seiner Tante nach Plön im Herzogtum Holstein und besuchte das dortige Gymnasium. Er immatrikulierte sich 1813 an der Universität Kopenhagen zu einem Mathematik- und Astronomiestudium und hörte dort Vorlesungen unter anderem bei Carl Ferdinand Degen und Heinrich Christian Schumacher. Während seines Aufenthaltes in Kopenhagen machte er die Bekanntschaft mit Graf Ernst Heinrich von Schimmelmann, der ihn förderte und unterstützte und dem er 1818 seine Dissertation widmete.
Für seine beiden Abhandlungen Theoria praecessionis aequinoctiorum specimen und De problemate in motu corporum coelestium in orbitis valde excentricis solem ambientum gravissimo erhielt er 1815 von der königlich-dänischen Gesellschaft der Wissenschaften eine silberne Medaille; für seine Lösung der Preisaufgabe de optima microscopiorum compositione hatte er bereits ein Jahr zuvor eine goldene Medaille erhalten.
1816 setzte er, mit Bewilligung des Königs Friedrich VI. von Dänemark, das Studium an der Universität Göttingen fort und wurde durch Christoph Wilhelm Mitscherlich gefördert und unterstützt. Er promovierte in Göttingen mit der Dissertatio analytica de functionibus quibusdam symmetricis 1818 zum Dr. phil. In Göttingen lernte er auch Carl Friedrich Gauß kennen, der ihn bei seinen Studien begleitete.
Nach Beendigung des Studiums durchwanderte er Deutschland und hielt sich auch zeitweise in seinem Elternhaus auf; in dieser Zeit machte er auch die Bekanntschaft mit Georg Peter Petersen, dem Herausgeber der Zeitschrift Neue Schleswig-Holsteinische Provinzialberichte, in Lensahn. Im Herbst 1818 ging er nach Kiel, um die dortige Bibliothek zu nutzen. 1819 wurde er (mit Reskripten vom Februar und März d. J.) zum Professor der Mathematik und (als Nachfolger von Karl Dietrich von Münchow) Direktor der Sternwarte in Jena berufen. Nach seinem Tod wurde sein früherer Schüler Ludwig Schrön zum Leiter der Sternwarte ernannt.
In Jena erhielt er das ehemalige Gartenhaus von Friedrich Schiller als Dienstwohnung zugewiesen.
Er veröffentlichte unter anderem in der Zeitschrift für Astronomie und verwandte Wissenschaften und in der Jenaischen allgemeinen Literatur-Zeitung.
Mit dem Staatsminister und Kurator der Universität Jena, Johann Wolfgang von Goethe, der seinen frühen Tod zutiefst betrauerte, stand er in mündlichem und brieflichem Kontakt.

## Erinnerungen
Zur Erinnerung an Johannes Friedrich Posselt wurde eine Texttafel in Schillers Gartenhaus im Schillergäßchen 2 in Jena angebracht.

## Schriften (Auswahl)
- Theoria praecessionis aequinoctiorum specimen. 1814.
- De problemate in motu corporum coelestium in orbitis valde excentricis solem ambientum gravissimo. 1814.
- Aufforderung zur Beobachtung der Sonnenfinsternis am 19ten Nov. d. J. In: Neue Schleswig-Holstein-Lauenburgische Provinzialberichte, 6. Jahrgang, Heft 6. 1816. S. 636–639.
- Mathias Bugge; Johannes Friedrich Posselt (Übers.): Grundzüge zu Thomas Bugge's Lebensbeschreibung. In: Zeitschrift für Astronomie und verwandte Wissenschaften, Band 2. 1816. S. 245–250 (Digitalisat).
- Elemente und Ephemeride der Juno Bahn aus den vier letzten Oppositionen berechnet von Herrn Posselt. In: Zeitschrift für Astronomie und verwandte Wissenschaften, Band 2. 1816. S. 284–287 (Digitalisat).
- Ueber einige Bemerkungen, die große Sonnenfinsternis vom vorigen Jahre betreffend. In: Neue Schleswig-Holstein-Lauenburgische Provinzialberichte, 7. Jahrgang, Heft 2. 1817. S. 228–233 (Digitalisat).
- Lauf des Juno vom 4. Oct. 1818 bis zum 7. Juli 1819 berechnet. In: Zeitschrift für Astronomie und verwandte Wissenschaften, Band 5. 1818. S. 175–177 (Digitalisat).
- Beantwortung der im ersten Heft 1816 vorgelegten mathematischen Aufgabe. In: Neue Schleswig-Holstein-Lauenburgische Provinzialberichte, 8. Jahrgang, Heft 6. 1817. S. 829–831 (Digitalisat).
- Ueber die Bestimmung der Zeit aus der Anomalie in sehr excentrischen Bahnen. In: Zeitschrift für Astronomie und verwandte Wissenschaften, Band 5. 1818. S. 261–270 (Digitalisat).
- Dissertatio analytica de functionibus quibusdam symmetricis. Göttingen, 1818 (Digitalisat).
- Einige Nachrichten über die Sternwarte in Jena. In: Heinrich Christian Schumacher (Hrsg.): Astronomische Nachrichten, 1. Band, Nr. 1. Altona, 1823. Sp. 1–6 (Digitalisat).